# Чорна мітка (Острів скарбів)
Чо́рна мі́тка або чо́рний зна́к (англ. Black Spot — дослівно «чорна цятка») — вигаданий піратський атрибут, що означає звинувачення, висунуте піратським співтовариством (або окремими піратами) одному з його членів (або групі піратів), щодо порушення статуту, порядків, правил і звичаїв «Берегового братства».

## Походження
Вперше термін і поняття «чорна мітка» ввів Роберт Луїс Стівенсон в романі «Острів скарбів» (1883 рік). Надалі його неодноразово використовували в літературі або кінематографі, показуючи побут піратської спільноти.
Насправді ж у традиції карибських піратів мало місце вручення карти смерті, в ролі якої виступав виновий туз. Його показували особам, підозрюваним у зраді. Це означало, що людині загрожує смерть або її не хочуть тут бачити.

## Зовнішній вигляд і ритуал вручення
Традиційно чорна мітка показується як листок паперу або карта з намальованою сажею чорною круговою плямою. При передачі такої чорної мітки пляма відбивається на долоні обвинуваченого пірата, тим самим позначаючи його.
Обвинувачені зобов'язані спростувати висунуті проти них звинувачення або прийняти виклик на поєдинок, якщо чорна мітка містить таку вимогу або обвинувачені не можуть довести свою невинність іншим способом. Якщо ж пірат, якому пред'явлена чорна мітка, не зміг або не захотів довести свою невинність або ж не виконав висунуті вимоги, то на нього чекало покарання, аж до вигнання з лав «Берегового братства» або смерті.
Найчастіше отримання піратом чорної мітки говорило вже про те, що вирок пірату винесено і оскарженню не підлягає. Так, Біллі Бонс, отримавши чорну мітку, настільки розхвилювався, що помер від інсульту.

## У масовій культурі
- У романі Роберта Луїса Стівенсона «Острів скарбів» (1883 р.) чорну мітку вручали двічі: штурману Біллі Бонсу в розділі ІІІ і Сільверу розділі XXIX.
- У фільмі «Пірати Карибського моря: Скриня мерця» (2006 р.) чорна мітка практично в прямому сенсі показана чорною плямою. У вигляді нариву вона присутня на долоні Білла (згодом Білл передає її Джеку Горобцю), і є допоміжним відстежувальним маркером для кракена.
- У серіалі «Чорні вітрила» (2014 р.) Біллі Бонс використовує чорну мітку, щоб залякати зрадників, які здалися та пішли на співпрацю з губернатором Роджерсом.